# Tereza Těžká
Tereza Těžká (* 11. Januar 1996 in Opava, Tschechien) ist eine tschechische Schauspielerin.

## Leben
Tereza Těžká wurde 1996 in Opava geboren, einer an der Grenze zu Polen gelegenen Stadt im Osten Tschechiens. Ihr Interesse für Theater und Schauspiel führte sie 2011 an das Leoš-Janáček-Konservatorium in Ostrava, an dem sie in Schauspiel ausgebildet wurde und 2015 ihr Abitur abschloss. Anschließend studierte sie an der Theaterfakultät der Akademie der Musischen Künste in Prag (DAMU) Alternatives und Marionettentheater. 2019 erlangte sie ihren Abschluss.
Erste Filmerfahrung sammelte sie 2014 in dem deutschen Fernsehzweiteiler Die Himmelsleiter – Sehnsucht nach Morgen, in dem sie eine Schmugglerin in der Zeit nach dem Zweiten Weltkrieg spielt. Auch in dem deutsch-tschechischen Zweiteiler Die Puppenspieler spielte sie eine kleine Rolle. Sie trat in einigen Fernsehserien auf (z. B. Doktor Martin, Ordinace v ruzové zahrade 2) und übernahm auch Rollen in Filmen wie Teorie tygra oder dem Dokumentarfilm Gefangen im Netz (im Original V síti), der das Thema Kindesmissbrauch im Internet thematisiert. Für ihre Darstellung in diesem Film wurde sie für den Český lev („Böhmischer Löwe“) als Beste Hauptdarstellerin nominiert.

## Filmografie
- 2014: Die Himmelsleiter – Sehnsucht nach Morgen
- 2016: Teorie tygra
- 2017: Die Puppenspieler
- 2020: Gefangen im Netz (V síti)